# Geografia de Timor-Leste
Timor-Leste é um país localizado na Ilha de Timor, a maior das pequenas Ilhas da Sonda e situa-se entre a Indonésia, a Oeste e a Austrália, a Sul, alongando-se no sentido sudeste-nordeste. A sua área total é de aproximadamente 15.007 quilómetros quadrados.

## Localização
Localiza-se no Sudeste Asiático, a noroeste da Austrália, no arquipélago das Ilhas de Sonda na ponta oriental do arquipélago indonésio; ocupando a metade oriental da ilha de Timor, o enclave de Oecusse, a ilha de Ataúro e o ilhéu de Jaco. 

É banhada a sul pelo Mar de Timor, que a separa da Austrália; a noroeste pelo Mar de Savu, que a separa das ilhas de Sumba, Flores e Solor, e a norte pelo Estreito de Wetar, separando-a da ilha com o mesmo nome.

## Geotectónica
A Ilha de Timor faz parte do Arco de Banda. A crosta continental australiana estende-se até o norte da costa norte de Timor e pensa-se que esteja a levantar Timor.

## Fronteiras terrestres
- Apenas a Fronteira Indonésia-Timor-Leste, com 228 km

## Relevo
Timor-Leste é muito acidentado, tendo vários picos com mais de 2000 metros: Tata Mai Lau, Matabian, Boicau, Cateral Cabiac, etc,.

A cadeia montanhosa de Ramelau divide o país em norte e sul, sendo o seu pico mais elevado o Monte Tatamailau, com 2.963 metros acima do nível médio das águas.

Mais de 40% do país tem declives inclinados de 40%, sendo por isso muito vulneráveis à erosão e ao desgaste provocado pelas chuvas de monção.

## Hidrografia
São numerosas as ribeiras de carácter intermitente, que secam na estação seca e formam grandes torrentes na época das chuvas. Não existem, assim, grandes sistemas estuarinos.

Existem, no entanto, algumas ribeiras de curso permanente, como por exemplo a de Lacló e a Lois.

## Clima
Possui um clima tropical quente e úmido, com distinção clara entre estações seca e chuvosa.

## Fauna
A figura ancestral da cultura timorense é o crocodilo, verificando-se a existência do Crocodilo-de-água-salgada (Crocodylus porosus) principalmente na costa sul da ilha.

Os habitats marinhos de Timor Leste são habitados por diversos tipos de megafauna:
- Cetáceos, muito comuns nas águas de Timor Leste, particularmente em Manatuto, Carimbala, Liquiçá e Tutuala em Lospalos. São treze espécies de cetáceos: baleia-azul, cachalote, baleia-sei, baleia-piloto-de-aleta-curta (Globicephala macrorphyncus), falsa-orca (Pseudorca crassidens), orca-pigmeia (Feresa attenuata), golfinho-cabeça-de-melão (Peponocephala electra), baleia-bicuda-de-cuvier (Ziphius cavirostri), golfinho-de-risso (Grampus griseus), golfinho-pintado-pantropical (Stenella attenuata), golfinho-de-dentes-rugosos (Steno bredanensis) e golfinho-rotador (Stenella longirostris);
- Cinco espécies de tartarugas: tartaruga-de-pente (Eretmochelys imbricata), tartaruga-de-couro (Dermochelys coriacea), tartaruga-verde (Chelonia mydas), tartaruga-comum (Caretta caretta) e a tartaruga-oliva (Lepidochelys olivacea);
- Outras espécies comuns são os dugongos, mantas, Myliobatidae, tubarões-baleia, orcas e mantas.

## Ecossistemas
Timor Leste caracteriza-se pela diversidade de ecossistemas, nomeadamente:
- Manguezal -  Os manguezais ocupam um pequena área de Timor Leste (1.802 ha) quando comparado com as regiões vizinhas como a Indonésia (3.062.300 ha) ou a Austrália (1.451.411 ha). Isto deve-se à configuração costeira e fisiografia de Timor Leste que, ao contrário das outras ilhas do arquipélago da Indonésia e da costa norte da Austrália, não possui contornos costeiros salientes, características fisiográficas e processos costeiros suficientes para o desenvolvimento significativo de manguezais[2].
- Ecossistemas marinhos - Com uma localização na região do Triângulo do Coral e adjacente a um grande corredor migratório de vida selvagem (Estreito de Wetar - Mar de Savu), Timor Leste possui um hotspot oceânico de vida selvagem marinha pelágica e migratória.

## Áreas protegidas
Foi criado o Sistema Nacional de Áreas Protegidas (Decreto-Lei n.º 56/2016) que define 46 Áreas Protegidas, nomeadamente:
1. Parque Nacional Nino Konis Santana
2. Monte Legumau
3. LagaoMaurei
4. BeMatanIrabere
5. Monte Matebian
6. Monte Mundo Perdido
7. Monte Laretame
8. Monte Builo
9. Monte Burabo'o
10. Monte Aitana
11. Monte Bibileo
12. Monte Diatuto
13. Monte Kuri
14. Parque Nacional Kay Rala Xanana Gusmão
15. Ribeira de Clere
16. Lagoa de Modomahut
17. Lagoa Welenas
18. Monte Manucoco
19. Cristo Rei (Díli)
20. Lagoa Tasitolu
21. Monte Fatumasin
22. Monte Guguleur
23. Lagoa Maubara
24. Monte Tatamailau
25. Monte Talobu/Laumeta
26. Monte Loelako
27. Monte Tapo/Saburai
28. Lagoa BeMalae
29. Korluli
30. Monte Lakus/Sabi
31. Monte Taroman
32. Reserva Tilomar
33. Cutete
34. Monte Manoleu/Área Mangal Citrana
35. Oebatan
36. Ek Oni
37. UsMetan
38. Makfahik
39. Área Mangal Metinaro
40. Área Mangal Hera
41. Lagoa HasanFoun&OnuBot
42. Lagoa BikanTidi
43. SamikSaron

### Áreas Marinhas Protegidas
- Reserva Natural Aquática de Balibó
- Reserva Natural Aquática de Ataúro